# 钟鼓楼

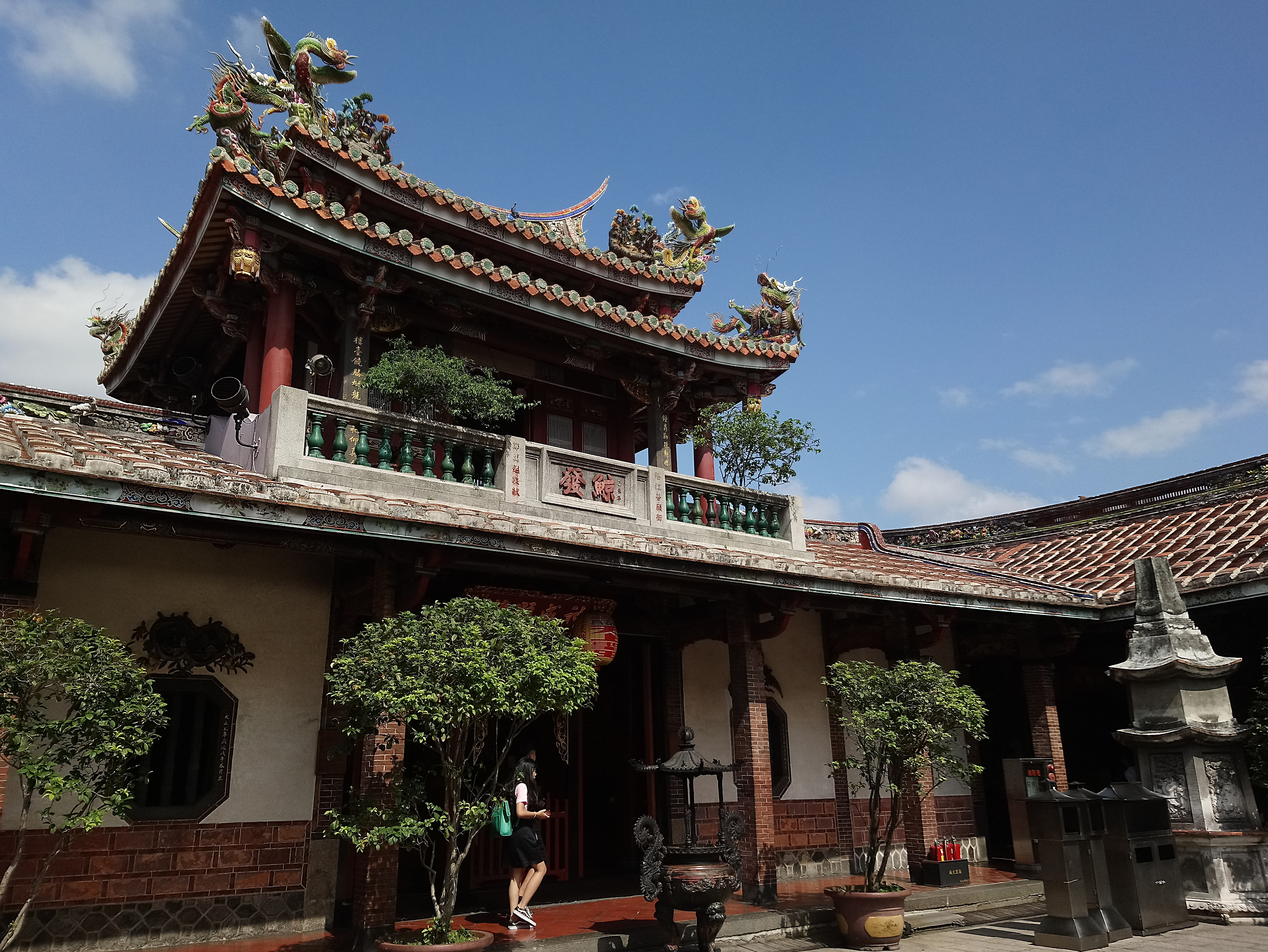
大龍峒保安宮鐘樓

钟鼓楼是東亞傳統古代的一种系列建筑，由钟楼和鼓楼构成，其作用为报时，早晨鸣钟，晚上击鼓，因此有晨钟暮鼓之称。通常钟楼和鼓楼分别建在东西两侧相向而立，东面为钟楼，西面为鼓楼；但也有南北排列，如北京的鼓楼和钟楼，钟楼在北，鼓楼在南。钟鼓楼也可以是单体建筑，例如山海关钟鼓楼、天津钟鼓楼。